# Juan Horacio Suárez
Juan Horacio Suárez (Villa Nueva, 12 de marzo de 1938) es un eclesiástico católico argentino. Fue el primer obispo de Gregorio de Laferrere, desde el 2000 hasta su retiro en 2013.

## Biografía
Juan Horacio nació el 12 de marzo de 1938, en la ciudad argentina de Villa Nueva, Córdoba.
Realizó sus estudios eclesiásticos, en el Seminario de La Plata.

### Sacerdocio
Su ordenación sacerdotal fue el 2 de diciembre de 1967, en la Parroquia Ntra. Sra. del Carmen, de Cañuelas; a manos del obispo de Mar del Plata, Eduardo Pironio.
Cuando el papa Juan Pablo II erigió la diócesis de San Justo el 18 de julio de 1969, se incardinó en esta nueva diócesis.
Como sacerdote desempeñó los siguientes ministerios:
- Párroco de Cañuelas (1968-1979).[3]
- Rector del Seminario Mayor Diocesano de San Justo (1985 a 1992).
- Párroco fundador del  Santuario Diocesano de Ntra. Sra. de Lourdes.
- Colaborador con los "Cursillos de Cristiandad"; con el movimiento "Jornadas de Vida Cristiana" y con la Opera per le Vocazioni.
- Vicario general; párroco de la Catedral; director espiritual externo del seminario mayor; vicepresidente de la Cáritas diocesana; miembro del Colegio de Consultores, del consejo presbiteral y del consejo económico diocesano (hasta el 2000).

### Episcopado
El 25 de noviembre del 2000, fue erigida la diócesis de Gregorio de Laferrere, de la que fue nombrado su primer obispo al mismo tiempo. Fue consagrado el 23 de diciembre del mismo año, en el Santuario Sagrado Corazón de Jesús, de San Justo; a manos del Nuncio Apostólico en Argentina, Santos Abril. Tomó posesión canónica el 29 del mismo mes.
- Miembro de la Comisión de Misiones de la Conferencia Episcopal Argentina.[2]

El 19 de diciembre de 2013, el papa Francisco aceptó su renuncia al gobierno pastoral de la diócesis.
- Párroco de San José de Arroyo Cabral (2014-2021).[7]

## Distinciones
El 16 de julio de 2013, fue declarado "Ciudadano ilustre" de Cañuelas, por la intendenta Marisa Fassi.